# Cartello di Sinaloa

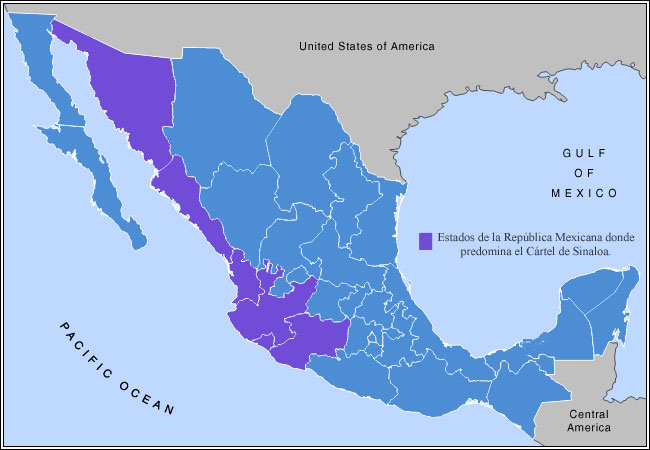
Estensione del cartello dove ha una forte predominanza sino a oggi

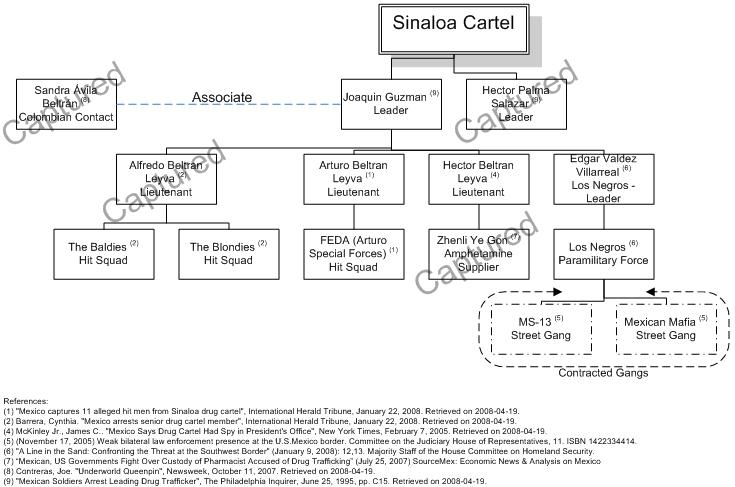
Gerarchia del cartello 2008

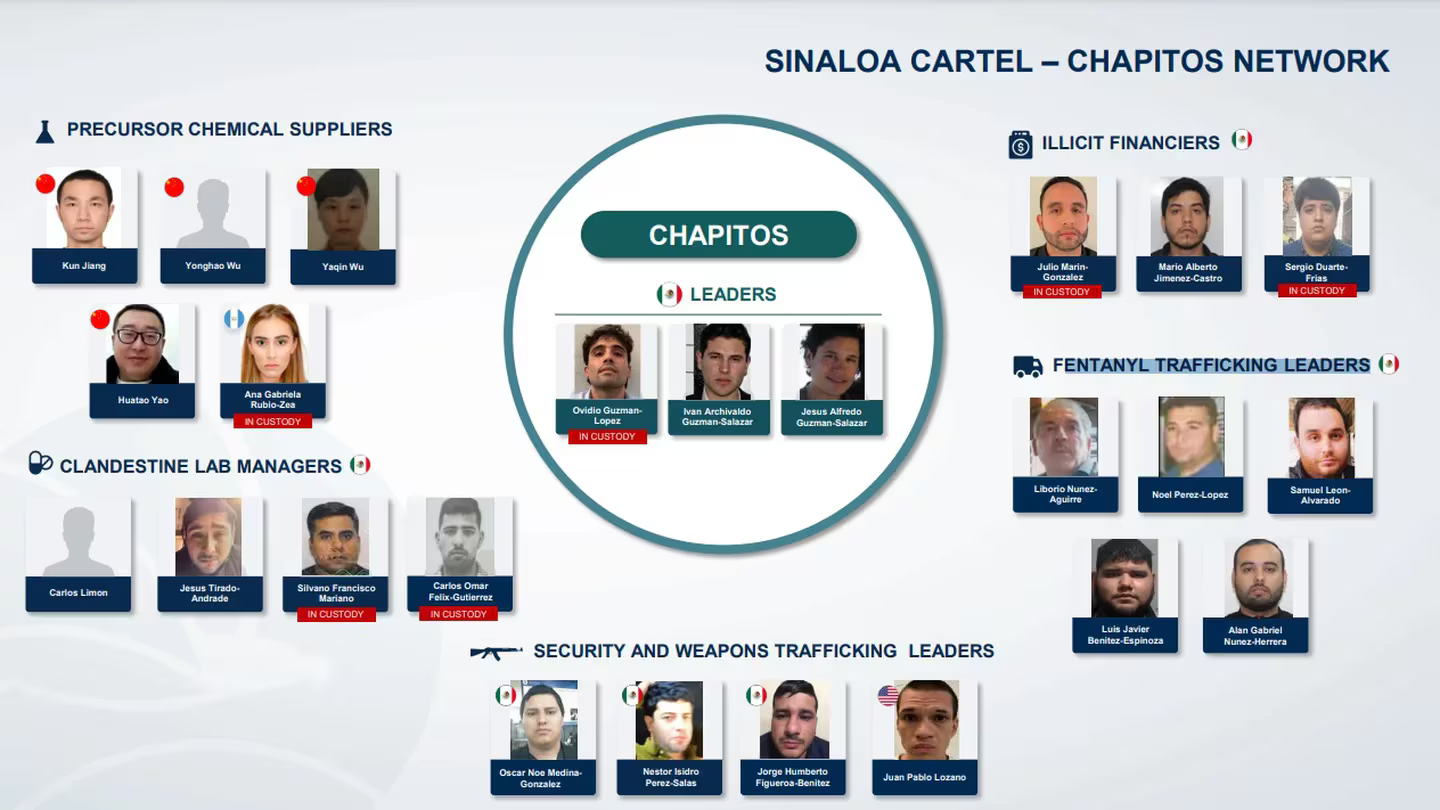
Gerarchia del cartello 2023

Il cartello di Sinaloa o cartello del Pacifico o organizzazione Guzmán-Loera è un cartello di trafficanti di droga messicani che opera negli stati di Sinaloa, Sonora e Chihuahua. Gestisce un traffico di droga che negli ultimi anni ha cominciato a estendersi anche in Europa (Francia, Regno Unito e Paesi Bassi), nel 2011 sono stati arrestati 3 presunti esponenti del cartello a Lipa City nelle Filippine per traffico di metanfetamine.
Il capo del cartello era Ismael Zambada García (catturato il 25 luglio 2024) e prima di lui furono Joaquín Guzmán e Héctor Luis Palma Salazar, ora entrambi in carcere. Gestiscono il traffico di droga colombiano, la marijuana messicana e l'eroina messicana e del sud-est asiatico; sono anche produttori di oppio e marijuana.
Alla fine degli anni ottanta la DEA americana credeva che il cartello del pacifico fosse la più grande organizzazione trafficante in droga operante in Messico. A metà degli anni novanta si credette fosse per dimensioni più grande del cartello di Medellín. Si pensa sia collegato con il Cartello di Juárez, in un'alleanza strategica seguendo l'alleanza dei loro rivali: il Cartello del Golfo e il Cartello di Tijuana.
La United States Intelligence Community la considera l'organizzazione più forte al mondo nel traffico di droga anche per il suo giro d'affari che si estende in tutti e 6 i continenti: Africa, America meridionale, America settentrionale, Asia, Europa e Oceania. Inoltre si stima che ci siano solo nello Stato di Sinaloa circa 3.000 affiliati, mentre in tutto il resto del Messico circa 15.000.

## Storia

### Origini
Alla fine degli anni '60 del secolo scorso nello stato di Sinaloa Pedro Avilés Pérez era un pioniere della droga. Faceva parte di quella che oggi viene considerata la prima generazione di trafficanti messicani di marijuana e che diede inizio alla storia del narcotraffico nel paese. Fu anche pioniere nell'uso di aerei per spedire lo stupefacente negli Stati Uniti.

### Anni '80: battaglie contro il Cartello di Tijuana
I membri della seconda generazione di trafficanti di Sinaloa, come Ernesto Fonseca Carrillo, Miguel Ángel Félix Gallardo e il nipote di Avilés Pérez, Joaquín Archivaldo Guzmán Loera (conosciuto come Joaquín El Chapo Guzmán), appresero tutto ciò che sapevano sul narcotraffico mentre erano al servizio dell'organizzazione di Avilés.
Miguel Ángel Félix Gallardo, che col tempo fondò il Cartello di Guadalajara, fu arrestato nel 1989. Mentre si trovava in carcere continuò a comandare l'organizzazione attraverso telefoni cellulari finché non fu portato in una prigione di massima sicurezza negli anni '90.
E così la sua organizzazione si divise in due fazioni: il Cartello di Tijuana diretto dai suoi nipoti, i fratelli Arellano Félix, e il Cartello di Sinaloa, diretto dagli ex "tenenti" Héctor Luis Palma Salazar, Adrián Gómez González e Joaquín Guzmán Loera.
Alla fine degli anni '80 Sinaloa sarebbe stata alleata del Cartello di Juárez in contrasto con il Cartello del Golfo e di Tijuana.
Questa rivalità incominciò a essere preoccupante quando nelle città venivano ritrovati cadaveri, solitamente impiccati ai cavalcavia (tecnica utilizzata per impaurire la popolazione, le autorità e i cartelli). Attualmente il cartello di Tijuana è stato quasi sconfitto dal cartello di Sinaloa e i suoi territori sono stati conquistati.

### Anni 2000 - La guerra con il Cartello di Beltrán-Leyva

Gerarchia del cartello di Sinaloa a inizio 2008 (in giallo) e dei los zetas(in blu)

A partire dal 2001, il cartello recupera la sua influenza sullo scenario criminale messicano. 
Uno degli artefici fu Vicente Zambada (El vicentillo), figlio di Ismael Zambada García (El Mayo), che prima del suo arresto giocò un ruolo chiave come coordinatore delle spedizioni di diverse tonnellate di cocaina dai paesi centroamericani e del Sud America attraverso il Messico per giungere negli Stati Uniti. Fu catturato dall'esercito messicano il 18 marzo 2009 ed estradato negli Stati Uniti, a Chicago il 18 febbraio 2010.
Nel 2005, il Cartello di Beltrán Leyva, che era alleato con Sinaloa, rompe l'alleanza, da quando riuscì a dominare il traffico di droga al confine con lo stato dell'Arizona. Nel 2006 il cartello di Sinaloa aveva eliminato completamente la presenza del cartello rivale al confine e si sospettava che riuscissero a corrompere i funzionari del governo statale.
Nel gennaio 2008 il cartello si sarebbe diviso in diverse fazioni in guerra, a causa dell'epidemia di violenza che il Messico ha visto negli ultimi anni.
Negli ultimi anni Atlanta è stata utilizzata da Sinaloa come importante centro di distribuzione negli Stati Uniti. Ciò ha portato nella città a violenze spietate..

### Anni 2010 - L'arresto di El Chapo e la Battaglia di Culiacán
Dal febbraio 2010, i principali cartelli messicani si sono divisi in due alleanze, una composta dal Cartello di Juarez, il cartello di TIjuana e il Cartello di Beltrán Leyva e l'altro con il Cartello del Golfo, Sinaloa, i Caballeros Templarios. L'alleanza di questi ultimi terminerà con il predominio quasi totale di Sinaloa nelle aree di influenza dei vecchi nemici e alleati.
Negli Stati Uniti invece, ha un'alleanza con la banda di prigione Mafia messicana. In Colombia, ha alleanze con il Clan del Golfo; in Venezuela, compra cocaina dal Cartello dei soli. Ha dei contatti in Asia per l'acquisto di metanfetamine.
L'8 gennaio 2016 viene arrestato per la terza volta il capo del cartello Joaquín Guzmán Loera.
Dopo l'arresto di Ovidio Guzmán López, figlio di El Chapo, da parte dell'Esercito messicano il 17 ottobre 2019, il Cartello di Sinaloa scatenò una violenta battaglia contro il governo per la liberazione del leader del cartello, alla fine il leader venne liberato.

### Anni 2020 - L'arresto di Ovidio Guzmán López
Il 5 gennaio 2023, le autorità messicane hanno arrestato Guzmán López nel distretto Jesús María nella città di Culiacán. La notizia del suo arresto è stata successivamente confermata dal Segretario della Difesa messicano Luis Cresencio Sandoval. È stato poi trasportato a Città del Messico. L'aeronautica del paese tramite un elicottero lo ha trasferito al Centro Federale "El Altiplano", una prigione di massima sicurezza situata a Almoloya de Juárez. Insieme ad Ovidio Guzmán López sono stati apparentemente trasportati anche 17 membri del Cartello di Sinaloa.

### Violenza a Sinaloa e Sonora
Tra il 2008 e il 2011 si verificarono, soprattutto nello stato di Sonora, delle violenti battaglie tra la federazione di Sinaloa e il cartello del Sud Pacifico comunemente chiamato dei beltran leyva, nello specifico tra los mazatlecos, guidati da el chapo isidro, e los antrax, guidati dal chino antrax. Il cartello di Sinaloa ne uscì vittorioso.

### Scontri tra fazioni rivali del Cartello di Sinaloa
Dal 9 settembre 2024, violenti scontri tra fazioni rivali del Cartello di Sinaloa hanno causato 53 morti e 51 dispersi nello stato occidentale messicano di Sinaloa. Il conflitto è scoppiato dopo l'arresto negli Stati Uniti di Ismael "El Mayo" Zambada, leggendario trafficante e leader di una delle fazioni, avvenuto il 25 luglio 2024. Zambada sostiene di essere stato rapito da un membro dei Los Chapitos, un'altra fazione del cartello, e portato negli USA contro la sua volontà. A Culiacán, la violenza ha interrotto la vita quotidiana, chiudendo scuole e negozi. Le autorità locali hanno arrestato oltre 40 persone e distribuito aiuti alimentari.

## Il gruppo paramilitare dei Los Negros
Los Negros o Gruppo Beltran sono una unità narco-militare formata dal cartello per contrastare le operazioni del cartello dei Los Zetas.
Si è a conoscenza dell'assunzione di gruppi criminali come La Eme (sigla per Mafia Messicana) e Mara Salvatrucha per realizzare omicidi e altre attività illecite.
Attualmente è in corso una lotta da parte de Los Negros nella regione di Nuevo Laredo per il controllo delle rotte del traffico di droga.

## Sottocartelli
Il cartello di Colima, il cartello di Sonora, il cartello del Millennio furono rami del cartello di Sinaloa finché non furono smantellati dalle forze dell'ordine.

## All'estero

### Europa
A luglio 2012 si viene a conoscenza che due modenesi, Elio e Bruno Gerardi, erano i mediatori del cartello per conto di alcune famiglie mafiose palermitane e del casertano. Bruno sarebbe stato ucciso il 24 luglio 2014 per un carico di droga sequestrato dalle forze dell'ordine sull'A1 vicino a Terni, e di cui i messicani lo avrebbero ritenuto responsabile.
Il 1º giugno 2016 viene reso noto l'arresto, all'aeroporto di Milano-Malpensa, da parte della Polizia di Frontiera per conto della DEA statunitense, del narcotrafficante Olivas Felix detto Abc. Resta ancora oscuro il motivo della sua presenza in Brianza e in generale nel Nord Italia. Viene estradato il 27 luglio, dello stesso anno, negli Stati Uniti.